# Tamlouka
Tamlouka (en arabe: تاملوكة, en berbère : ⵜⴰⵎⵍⵓⴽⴰ) est une commune de la wilaya de Guelma en Algérie.

## Géographie
Tamlouka est située à 60 kilomètres au sud du chef lieu de la wilaya de Guelma, sur la route RN 122, entre la ville de Oum-el-bouaghi et la ville Oued Zenati.
Rattachée à la Daïra d'Aïn Makhlouf, elle est le chef-lieu d'une Commune et constitue en 2008, une municipalité de 19 000 habitants.

## Histoire
Cette localité se nommait Montcalm à l'époque coloniale française.